# Margaret Tait
Margaret Caroline Tait (Kirkwall, 11 de noviembre de 1918-Orkney, 16 de abril de 1999) fue una cineasta y poetisa británica.

## Biografía
Margaret Tait nació en Kirkwall, Escocia. Tras graduarse en Medicina en Edimburgo, sirvió como sanitaria durante la Segunda Guerra Mundial en diferentes destinos en Asia. Al finalizar la guerra, pasó cinco años trabajando como médico en el Reino Unido para poder financiarse estudios de arte y cine en Italia. Después de formarse en italiano, estudió en Roma en el Centro Experimental de Cinematografía, donde permaneció de 1950 a 1952. De vuelta a Escocia se estableció en Orkney. Allí fundó Ancona Films, la compañía con la que auto-produjo la mayor parte de sus treinta y dos películas entre 1951 y 1998.
El paisaje de las Islas Orcadas, donde Tait nació y vivió durante su infancia, ocupa un papel importante en sus obras; se trata de una naturaleza sumamente expuesta a los elementos, cuya vitalidad es captada por la cámara de Tait. Su cine, realizado en 16 mm, retrata espacios, pero también la vida de las personas que los pueblan: en Portrait of Ga (1952), Tait filma a su madre desenvolviéndose en el rústico entorno natural que rodea el ámbito doméstico, mientras que en Happy Bees (1954), hace partícipes a los espectadores de los juegos de un grupo de niños en una bucólica campiña. Otras obras, como Aerials (1974), resultan más enigmáticas en su combinación del habitual espacio natural con otro más urbano; sin embargo, en ellas no se pierde la cercanía que caracteriza la mirada de Tait respecto al paisaje. Entre sus demás películas se encuentras The Leaden Echo and the Golden Echo (1955), Where I Am Is Here (1964), Place of Work y Tailpiece (1976), Colour Poems, (1974) o Garden Pieces, 1998, su última obra.
Tait filmó películas y escribió poesía, pero no distinguía entre una cosa y la otra, ya que para ella ambas eran formas de capturar la música de la naturaleza, en sus diferentes ritmos y timbres. El modesto reconocimiento recibido por parte del circuito nacional de festivales le permitió lograr uno de sus sueños hacia el final de su carrera: filmar un largometraje de ficción, Blue Black Permanent (1992), que resultó ser el primero realizado por una mujer en Escocia. En él, Tait vuelca la experiencia de toda una vida creando imágenes al servicio de una historia sobre una joven y sus intentos por reconectar con su madre tras el fallecimiento de esta última.